# Piqueras del Castillo
Piqueras del Castillo ist ein Ort und eine zentralspanische Gemeinde (municipio) mit 40 Einwohnern (Stand: 2024) im Zentrum der Provinz Cuenca in der Autonomen Region Kastilien-La Mancha. 

## Lage und Klima
Piqueras del Castillo liegt auf der Westseite des Iberischen Gebirges in einer Höhe von ca. 930 m. Die Provinzhauptstadt Cuenca befindet sich gut 40 Kilometer (Fahrtstrecke) nordnordwestlich. Das Klima im Winter ist gemäßigt, im Sommer dagegen warm bis heiß. Regen (477 mm/Jahr) fällt das ganze Jahr über.

## Bevölkerungsentwicklung
| Jahr      | 1970 | 1981 | 1991 | 2001 | 2011 | 2021 |
| Einwohner | 223  | 122  | 91   | 104  | 70   | 48   |

## Sehenswürdigkeiten

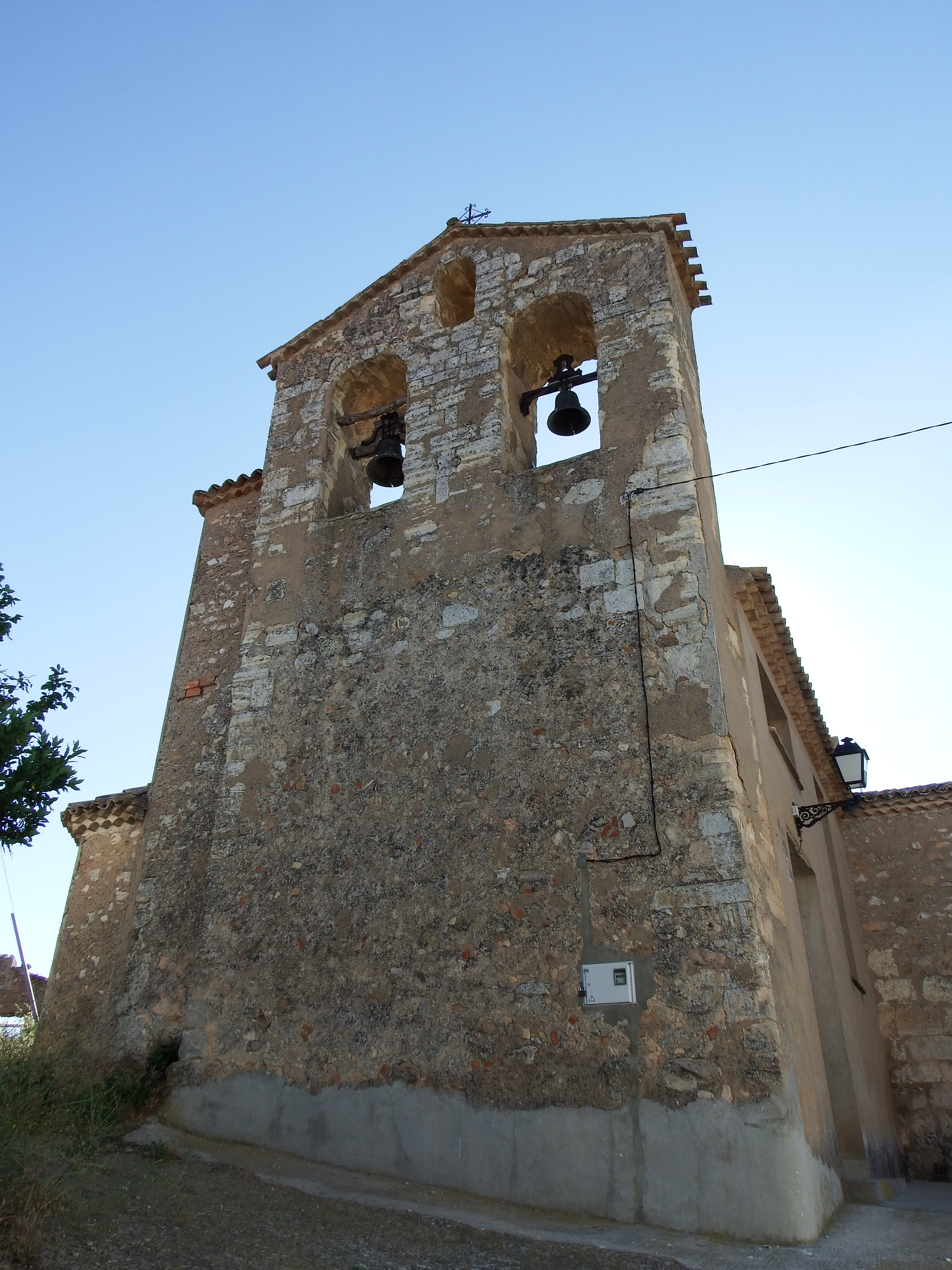
Jakobuskirche
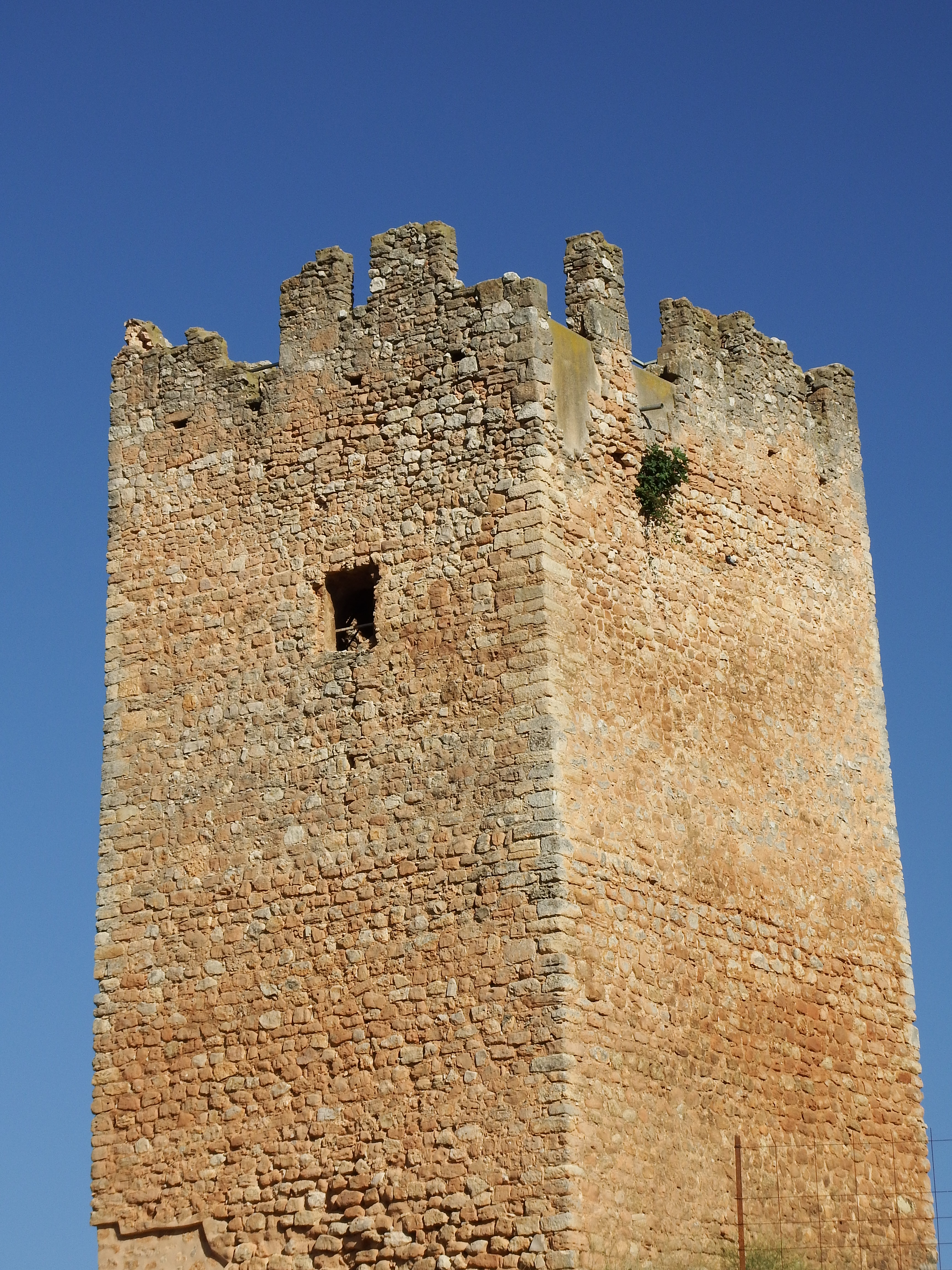
alter Turm
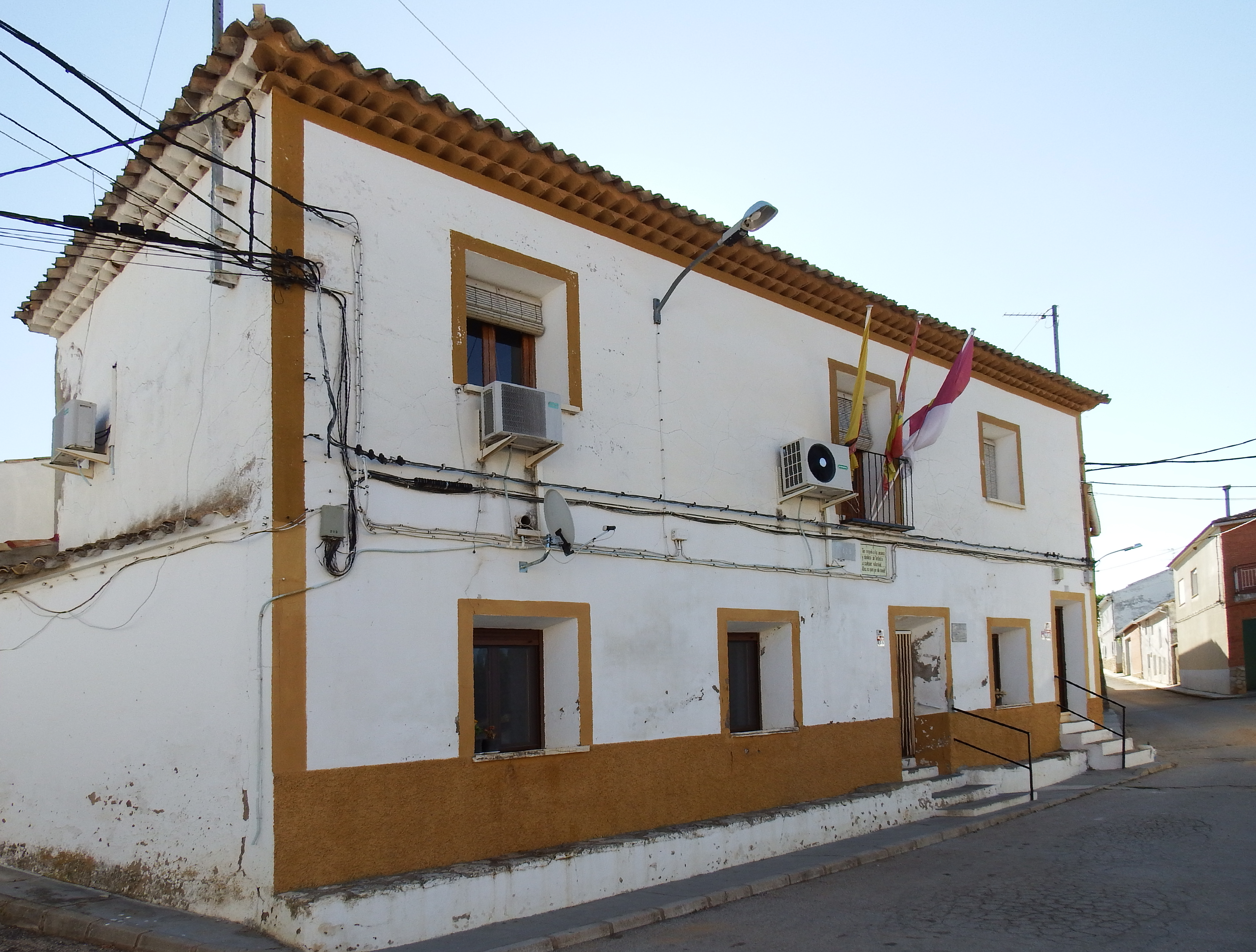
Rathaus

- Jakobuskirche
- Alter Turm
- Rathaus